# نيلسون هيرستون
نيلسون هيرستون (بالإنجليزية: Nelson Hairston)‏ هو عالم بيئة أمريكي، ولد في 16 أكتوبر 1917، وتوفي في 31 يوليو 2008.